# Лина (Висконсин)
Лина (енгл. Lena) град је у америчкој савезној држави Висконсин.

## Демографија
По попису из 2010. године број становника је 564, што је 54 (10,6%) становника више него 2000. године.
| Група             | 2000.       | 2010.       |
| Белци             | 502 (98,4%) | 539 (95,6%) |
| Афроамериканци    | 1 (0,2%)    | 0 (0,0%)    |
| Азијати           | 0 (0,0%)    | 1 (0,2%)    |
| Хиспаноамериканци | 5 (1,0%)    | 10 (1,8%)   |
| Укупно            | 510         | 564         |